# Kristofer Pettersson
Kristofer Erik Andreas Pettersson, född 3 juni 1977 i Enköpings församling, Uppsala län, är en svensk musiker, medlem i musikgruppen Fomp och tidigare även Sarek. Under åren 2000–2003 studerade han svensk folkmusik vid Musikhögskolan. Han spelar olika typer av nyckelharpa (silverbasharpa, kromatisk nyckelharpa, altnyckelharpa och elnyckelharpa). Som en av medlemmarna i gruppen Sarek medverkade han i Melodifestivalen 2003 med låten Genom eld och vatten.

## Utmärkelser
- 2002: Viksta-Lassestipendiet
- 2016 – Världsmästare i Gammelharpa.[5]